# Jag borde förstås vetat bättre
Jag borde förstås vetat bättre är en sång skriven av Per Gessle, och inspelad av Gyllene Tider 2004 på albumet Finn 5 fel!. samt utgiven på singel den 2 februari 2005.
Låten nådde som högst en 23:e plats på den svenska singellistan, medan den på Svensktoppen som högst nådde en sjunde plats den 27 februari 2005.

## Listplaceringar
| Lista (2004) | Topplacering |
| ------------ | ------------ |
| Sverige      | 23           |